# 이우정 (1635년)
이우정(李宇鼎, 1635년 ~ 1692년) 조선 후기의 문신, 정치인, 외교관이다. 1662년(현종 3년) 증광 문과에 병과로 급제하고, 여러 관직을 거쳐 1668년 병조좌랑이 되고 삼사의 언관을 두루 역임한 뒤 1674년 사은사의 서장관으로 청나라에 다녀와 오삼계(吳三桂) 등 삼번의 난을 보고하였다. 남인 당론에도 반대하여 인현왕후가 폐비되었을 때는 그 부당함을 연거푸 상소하여 논란을 일으키기도 했으며, 장희빈의 오빠 장희재가 포도대장에 임명되자 그의 사람됨됨이가 올바르지 못하다며 극력 반대하기도 했다.
당색으로는 남인이었지만 천성이 강직하여 언관에 있을 때는 죽기를 겁내지 않고 직언을 하였으며 때로는 당론에 반하는 견해를 보이기도 했다. 한편 숙종 즉위 후 곽세건을 탄핵했다가 나중에는 곽세건과 같은 주장으로 송시열을 탄핵하기도 하여 논란이 되기도 했다. 1692년 청나라에 사신으로 파견되었다가 근무중 순직하였다. 본관은 전주(全州)이고 자는 중백(重伯)이다.

## 생애

### 초기 활동
1635(인조 13년)에 성균관직강을 지낸 이익로(翼老)이며, 조빈(趙贇)의 딸 조씨의 아들로 태어났다. 구경(龜慶)의 증손으로, 할아버지는 홍장(弘庄)이다. 본관은 전주(全州)이고 조선 제2대 임금인 정종대왕의 넷째아들인 선성군(宣城君)의 8대손으로 자는 중백(重伯)이다.
1662년(현종 3년) 증광 문과에 병과로 급제하고, 현종 연간에 병조좌랑, 사헌부지평, 사간원정언, 세자시강원필선 등을 역임하였다. 그후 삼사의 여러 관직을 거쳐 1668년 병조좌랑이 되고 이어서 사헌부지평, 사간원정언, 세자시강원필선을 역임하였다. 1674년(현종 15년) 청나라에 파견되는 사은사(謝恩使)의 서장관으로 베이징에 다녀와 오삼계(吳三桂)의 난을 보고하였다.
이어 삼번의 난에 대한 조선측의 대비책을 마련할 것을 상주하였으며 서장관으로 청나라에 다녀온 뒤 다시 세자시강원문학, 사헌부장령 등을 지내고 사간원정언이 되었다.

### 제2차 예송 논쟁
다시 헌납 때에 효종의 비 인선왕후 장씨의 상을 당해 대왕대비인 자의대비의 복제에 대해, 1659년 효종의 상사 때 기년복 설을 주장했던 송시열 등 서인이 대공설(大功說, 9개월 상복)을 주장하다 실각하자 이우정은 송시열과 송준길, 김수항 등이 효종의 국상 때 예를 잘못 적용했다며 오례(誤禮)를 추궁, 문책할 것을 상소하고, 당시의 송시열, 김수항 이하 서인 일파를 국법으로 엄히 다스릴 것을 주장하였다.
이로서 현종은 남인의 손을 들어주어 영의정 김수흥을 파면하고 남인 허적을 등용하였다. 남인이 집권하면서 그는 다시 사간원 정언이 되었다가 그 해에 현종이 갑자기 죽고 숙종이 즉위하자 정언으로 있으면서 송시열의 예론을 과격하게 비판한 남인계(南人系) 유생인 진주 출신 곽세건(郭世楗)을 다른 뜻을 품었다는 이유로 탄핵하였으며, 이어 유생 곽세건의 유배를 주장하였다. 다시 사간원헌납이 되자 이때는 그가 다시 곽세건의 이론을 들어 송시열의 예론을 공격하다가, 견해가 명확하지 않다는 이유로 홍문관부수찬 이인환(李寅煥) 등의 공박을 받았다.
홍문관부수찬 이인환 등은 그가 송시열을 배척하더니 다시 송시열을 배척한 곽세건을 유배 보내라던 그가 도리어 곽세건의 예론으로 송시열을 배척, 한 사람의 견해가 15일 사이에 갑자기 돌변해, 그 정서적인 태도가 반복무상하여 이해할 수 없다고 그를 공박하였다. 곽세건을 탄핵하기는 했지만 다시 그와 같은 주장을 하면서 예론이 있을 때마다 서인의 공격 대상이 되었다. 또한, 효종상 때 기년설에 적극 동조했던 서인 김수흥(金壽興)에게 추가로 죄를 묻고 멀리 귀양보내려는 그의 주장에 승지 안진(安縝)이 반대하자, 그를 파직시킬 것을 진언하기도 하였다.

### 남인 집권 이후
남인이 조정을 장악하면서 1675년(숙종 1년) 특별히 전라도관찰사에 임명되었으나 병조판서 김석주(金錫胄)가 인물됨을 들어 반대하자 부임하지 않았다. 이후 병조판서 김석주의 비판을 받는 등 예론에서의 입장이 쉽게 바뀐 일로 서인들의 공격을 계속 받았다. 이후 승정원좌부승지와 승정원우부승지로 발탁되었다가 이후 우승지, 사간원대사간, 다시 우승지와 대사간을 지낸 뒤 예조참판 등을 역임하였다.
1676년 다시 사간원대사간을 거쳐 예조참판에 올랐다가 1677년(숙종 3년) 평안도관찰사로 부임하였다. 1680년 허적의 유악 남용 문제로 경신대출척으로 남인이 실각하자 파직, 고신을 박탈당하고 관원 명부에서 이름이 삭제되었다가 특별히 1681년 특별 명령으로 서용되어 직첩(職牒)을 되돌려 받았다. 이후 한직을 전전하다가 1689년 기사환국으로 남인이 집권하자 승지로 기용되고 이어서 승지·형조판서, 의정부우참찬, 사헌부대사헌, 한성부 판윤, 예조판서 등을 두루 지냈다.

### 인현왕후 폐출사태 전후
그해 숙종이 왕자 균(후일의 경종)의 원자 정호 문제 이후 자신의 계비 인현왕후(仁顯王后)가 투기를 이유로 폐비하려 하자 남인에서는 당론으로 인현왕후 폐위에 찬성하였으나 이우정은 권대운 등 소수의 남인 인사들과 함께 폐비의 부당함을 연이어 상소하였다. 그러나 그의 상소는 윤허되지 않았다. 또 장희빈(張禧嬪)의 오빠 장희재(張希載)가 포도대장의 물망에 오르자 사람됨됨이가 경박하다는 이유로 극력 반대했다.
1690년(숙종 16년) 의금부판사, 예조판서를 거쳐 수어사(守禦使)가 되어서는, 전에 300호(戶)였던 남한산성에 1,000여 호가 밀집해 있어 유사시에 물자 부족을 염려하여 백성들을 강제로 이주시키고, 성안의 거주자 수를 제한할 것을 주장하였다.

### 사신 부임과 최후
1692년 청나라에 사신으로 부임, 베이징에 갔다가 그 곳에서 죽었다. 시신은 조선으로 운구되었고 충청북도 괴산군 괴산읍에 안장되었다.

## 같이 보기
- 예송 논쟁
- 허목
- 윤휴
- 윤선도
- 송시열
- 송준길
- 이원정
- 이서우
- 이하진
- 이담명